# 간헐적 폭발성 장애
간헐적 폭발성 장애(중국어: 間歇的爆發性障礙, 영어: Intermittent explosive disorder, IED)는 행동장애의 일종이며, 분노의 감정을 느끼면 불규칙적으로 격하게 화를 내거나 폭력을 사용해 자신의 감정을 표출하는 것이 특징이다. 상대로부터 어떠한 도발을 받으면 무의식적으로 충동적 공격성을 보이며, 몇 가지 정서적 변화를 일으키기도 하는데다, 홧김에 범죄를 저지르는 일도 적지 않다.
분노조절장애로도 불리며, 화가 나는 상황에서 분노와 관련된 감정을 스스로 이성적으로 조절하지 못하고 지나칠 정도로 분노를 표출하는 성격 장애이다.
정신장애진단 및 통계편람(Diagnostic and Statistical Manual of Mental Disorders)에 의하면 간헐적 폭발성 장애는 '파괴적, 충동-조절 및 품행 장애(Disruptive, Impulse-Control, and Conduct Disorders)'에 속하며, 조울증 등 다른 정신 질환과 연계되어 복합적인 성격을 갖게 되는 경우도 존재한다. 또한 간헐적 폭발성 장애가 발현될 시 3분의 1의 확률로 짧은 시간 동안 다양한 신체적 반응을 보이기도 한다.

## 같이 보기
- 주의력결핍과잉행동장애(ADHD)